# Jin'ichi Kusaka
Jin'ichi Kusaka (草鹿 任一 Kusaka Jin'ichi?,  7 de diciembre de 1888-24 de agosto de 1972) fue un vicealmirante de la Armada Imperial Japonesa durante la Segunda Guerra Mundial.

## Biografía
Nacido en la Prefectura de Ishikawa en Japón, en 1888, Kusaka se graduó en la 37.ª clase de la Academia Naval Imperial Japonesa en 1909. Como guardiamarina sirvió en los cruceros Sōya y Chiyoda. Ya como alférez fue asignado al crucero Tokiwa y el acorazado Aki para posteriormente, con el rango de teniente, servir en el crucero Asama, el acorazado Kashima y el destructor Hamakaze.
En 1921 se graduó en la Escuela de Guerra Naval, siendo ascendido a teniente comandante. Posteriormente sirvió en los acorazados Hiei, Yamashiro y Nagato. Tras su ascenso a capitán en 1930, viajó a Estados Unidos y Europa y, tras su retorno a Japón, recibió su primer mando: el crucero ligero Kitakami; posteriormente se le concede el mando del acorazado Fusō.
Ascendido a contraalmirante en 1936, se convierte en director de la Escuela de Artillería Naval. Cuatro años después, en 1940, es ascendido a vicealmirante y obtiene la dirección de la Academia Naval Imperial Japonesa.

### Segunda Guerra Mundial

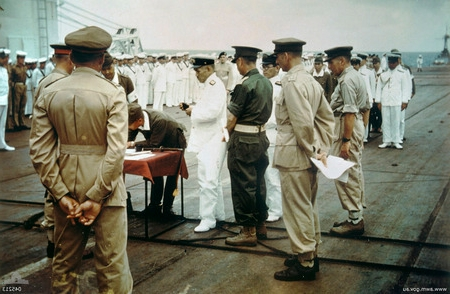
Kusaka espera su turno para firmar.

Con el estallido de la Guerra del Pacífico, Kusaka recibió el mando de la 11.ª Flota Aérea el 1 de octubre de 1942 con base en Rabaul. Un mes después, el 24 de diciembre, se crea la Flota del Área Sudeste y se le concede su mando.
Kusaka mantuvo sus mandos hasta el final de la guerra, cuando el 6 de septiembre de 1945, junto con el general Hitoshi Imamura, comandante del 8.º Ejército de Área, rindieron las fuerzas japonesas bajo su mando a bordo del portaaviones HMS Glory.